# Boehmeria marti
Boehmeria marti là loài thực vật có hoa trong họ Tầm ma. Loài này được Colla mô tả khoa học đầu tiên năm 1836.